# 佐世保弁
佐世保弁（させぼべん）は、長崎県北部の佐世保市とその周辺で話される日本語の方言。使用される地域が北松浦半島とその周辺島嶼部（旧北松浦郡）に分布する事から、郡名の略称を用いて北松弁（ほくしょうべん）とも呼ばれる。

## 特徴
長崎県の方言は博多弁や熊本弁などと同じ肥筑方言に分類され、終助詞「ばい」「たい」や準体助詞「と」、逆接の「ばってん」、形容詞語尾の「か」などの共通する特徴を有する。
長崎県の方言のうち佐世保弁または北松弁と称する方言を使用する地域は以下の区分で表される。概ね近世までの平戸藩領に属した地域に該当する。
- 北部本土方言

区域：佐世保市（宇久地区を除く）・松浦市・平戸市・北松浦郡（佐々町）
※その他の区分については長崎弁#特徴・区画を参照。
北部本土方言は無アクセントで、アクセントによる型の区別は行われない。丁寧な発音では全ての語が平板に発音される。

## 佐世保弁の例

### あ
- 「あい」＝あれ。
- 「～の、あいよる」＝～が、行われている。
- 「あがん」＝あのように。
- 「あっけん」 ＝～があるので。
- 「あっちゃ（か）」 ＝水などの液体がかかった、またはかけられた時に発する感嘆の言葉。[2]
- 「あっと」＝「ある」の疑問、肯定の時などに使用。（例「～したことあっと？」「そこに置いてあっと」など）若い世代では標準語の「あるの」の疑問、肯定の時のニュアンスで使用。
- 「あるしこ」 ＝ある分だけ。（例「あるしこ取って」）
- 「あわい」 ＝あいつ。
- 「あんまい」 ＝あんまり。（例「あんまい、しゃべらんほうがよかばい」＝「あんまり、しゃべらないほうがいいよ」）
- 「いっちょく」＝放っておく。
- 「いっちょん」＝全然、少しも。（例「いっちょん好かん」「いっちょん知らん」など）
- 「いろんころん」＝あれこれ。（例「いろんころんするな！」など）
- 「うち（一人称）」＝私。
- 「うっかかる」＝寄りかかる。
- 「うっかんげる」＝（物が）壊れる。
- 「うっちょく」＝置いていく。放っておく。
- 「うてあう」＝相手にする。
- 「うんにゃ」＝いいえ。否定の意味。
- 「えすか」 ＝怖い。
- 「おい（一人称）」＝俺。
- 「おいどん」＝おれたち。
- 「おいんと」＝俺の物。
- 「おめく」＝叫ぶ。
- 「おえかぶる」＝髪が不精に伸びた様子。
- 「おかしか」＝おかしい。
- 「おっちゃける」＝落ちる。
- 「おっとろしか」＝恐ろしい。
- 「おらっさん」＝いらっしゃらない。「おらん」の丁寧語。
- 「おらぶ」＝叫ぶ。（例「そがんおらんでやかましか」など）
- 「おらん」＝（人などが）いない。
- 「おんちゃん」＝おじさん。

### か
- 「かずむ」＝嗅ぐ。
- 「かっしゃぐ」＝ひっかく、かく。
- 「かっかえる」＝落ちる。（例「あんひと、選挙にかっかえらした」は、「あの人は、選挙に落ちた」）
- 「がっぱい」＝後頭部の長い頭。
- 「がめる、（または、かっぱらう）」＝（物を）盗む。
- 「かゆか」＝かゆい。
- 「からう」＝（物を）背負う。
- 「こがんすっと」＝こうやるんだ。
- 「きしょくわるか」＝気持ち悪い。
- 「きつか」＝きつい、つらい、疲れる。
- 「きばる」＝頑張る。気合を入れる。
- 「きびる」＝くくる、縛る。
- 「～きゃ」＝～かな。（佐世保弁では用いられず北松弁で用いられる。したがって、佐世保弁＝北松弁ではない）
- 「きんなか」＝黄色い。
- 「～きらん」＝（動詞の連用形につけて）～できない　（例「歌いきらん→歌いきれない」）
- 「～ぎん（～ぎんた）」＝～ならば。（例「はよう寝んぎん、明日起きれんよ」）
- 「くる」＝行く。（例「今から来るけん」は、「今から行きます」という意味）
- 「くらす」＝殴る。「（げん骨などを）くらわせる」の短縮形。
- 「ぐらいする」＝がっかりする。
- 「～けん」＝～（だ）から。「今から来るけん（今から行くから）」と使う。名詞の後に続く場合は「や」や「だ」などの補助語が入る。「昼やけん（昼だから）」
- 「けったくる」 ＝蹴る。
- 「こい」＝これ。
- 「こえる」＝太る。
- 「～ごたっ」＝～のようだ。
- 「こちょぐる」＝コチョコチョとくすぐる。
- 「こがん」＝このように。
- 「こすかぁ」＝ずるい、卑怯だ。 映画「69 sixty nine」では誤った標準語訳の字幕がされている（誤訳「ちんかす」のようだ）。
- 「ごたん」＝～のようだ。～らしい。（例「もうあの人はこらっさんごたんね」＝「もうあの人は来ないみたいだね」）
- 「ごつか」＝ごついの他にも、大きい、いかつい、すごい等いろいろな場面で用いられる
- 「ごっとい」＝いつも、毎度。（例「あの人はごっといこちょぐる」など）
- 「こまんか」＝細かい。小さい。
- 「こそばいか、こしょばいか、こしょばゆか」＝くすぐったい。

### さ
- 「～っさ」＝～だ、～だよ、～なの、～なんだ、などを表す接尾語（例：○○しよったっさ 等）※琉球方言で用いられる接尾語「～さぁ」と発音は異なる。
- 「さきばり」＝割り込む。 横入り。
- 「さびなか」＝味が薄い、物足りない。
- 「さるく」＝ぶらぶらと歩く。
- 「～っさん」＝（主に目上の人や第三者の動作に対し）～ない、～しないを丁寧に言い回す際の接尾語。（例：しよらん→しよらっさん・さっさん、来ん→来らっさん、知らん→知らっさん 等）
- 「しかぶる」＝お漏らしをする。失禁する。
- 「しーきらっさん」＝～ができない。「しーきらん」の丁寧語。
- 「しゅうで！」＝しようよ！。
- 「しよらす」 ＝～をされている（丁寧語）。
- 「しょんなか」＝しょうがない。
- 「しらん」＝しらない。
- 「すいとる」＝（現在進行形の）好き。好いている。
- 「すかん」＝きらい。きらいだ。
- 「すっぎ（もしくは、すっぎんた）」 ＝～をすれば。
- 「すっぞ」＝〜しよう。
- 「すつっと？（若しくは、うっすつっと？）」＝捨てるの？
- 「すーすーすっ」＝風が通り抜けるなどにより涼しい、または肌寒い様を表す（スースーする）
- 「ずんだれ」＝（格好などが）だらしない。
- 「せからしか」＝うるさい。しゃらくさい。
- 「せびらかす」＝ちょっかいを出す、馬鹿にする。
- 「せん」＝しない。
- 「～せんと？」＝～しないの？。
- 「せんばいかん」＝しなければいけない。
- 「～せろ」＝（命令口調で）～しろ。（例「部屋の掃除ばせろ」＝「部屋の掃除をしろ」）
- 「そい」＝それ。
- 「そがん」＝そのように。そのような。
- 「ぞいぎんた」＝それでは。さようなら。そうだったら。
- 「ぞうたんなごつ」＝冗談なこと。
- 「そんくちが～」＝その口で、何を生意気なコトを言っているんだ（「この減らず口が」）。

### た
- 「～たい」＝～だよ。（例「そうたい」など）現在では標準語における「～じゃないか」といった物事を強調しつつ肯定する言い回しで使われる。
- 「たいかぶる」＝脱糞する。大便を漏らす。
- 「たぎる」＝沸騰する。煮えたぎる。
- 「だい」＝誰。
- 「だけん」＝だから。「やけん」と同義。
- 「だんじゃなか」＝～してる場合じゃない、そういう状況じゃない。
- 「～ちゃ～」＝接尾語の一種。（例「今勉強しよっちゃんね」「よかっちゃろ？」など）九州地方の「～と」と関西方面の「や（ん）」が合わさった訛り。
- 「つ」＝かさぶた。
- 「づっ 」＝～が出る。（例「明日の試験は、ここのづってばい。」＝「明日の試験は、ここが出るらしいよ。」 ）
- 「てまぜ」＝手でものをもてあそぶこと。落ち着きのない子供の所作をあらわすのに用いる。（例「先生、○○君がてまぜしよっばい」）
- 「とっとっと」＝とってある、保存している。「とっているの」→「とっておるの」→「とっとるの」→「とっとると」→「とっとっと」
- 「ととしか」＝あわてん坊。
- 「どい」＝どれ。
- 「どがん」＝どう。どんな。（例「どがんしたと？」「どがん髪型ね」など）
- 「どがんしこ」＝どのくらい。
- 「どがんしたと？」＝どうしたの？
- 「どがんすっと？」＝どうするの？
- 「どがんでんよか」＝とてもいいよ（力強い調子で）。どうでもいいよ（投げやりな調子で）。
- 「どっけ？」 ＝どこに。（例「どっけ、あっと？」＝「どこにあるの？」）
- 「どべ」＝ビリ。どんべ。

### な
- 「なおす」＝元のところに戻す、収納する。しまう。（例「机の上のもんば、中になおせ」など）
- 「（単独、または語尾で使用）なか」＝ない。若しくは、～でない。（例「中になんか、はいっとっと？」「なんもなか」＝「中に何か入っているの？」「なにもないよ」）
- 「なごおなる（なごぅなる）」＝時間が延びる。（例「会議のなごうなるけんが、はよーかえってよかばい」＝「会議が延びるので、早く帰っていいよ」）
- 「なして」＝どうして。
- 「なんにゃ、わい」＝なんだと、貴様。
- 「なんでん」＝なんでも。
- 「なんば？」＝何を？
- 「ぬかる」 ＝～が刺さる。もしくは、ぬかみにはまる。
- 「ぬっか」＝あたたかい。暑い。温い。
- 「ぬっけん」＝寝ます。
- 「ねまる」＝（食べ物が）腐る。傷む。
- 「ねずむ」＝つねる。
- 「のーなる」＝なくなる。
- 「のぼすんな」＝逆上（のぼ）せるな。調子に乗るな、自惚れるな。
- 「のみかた」 ＝飲み会。

### は
- 「はがいか」＝歯痒い。悔しい。
- 「はぶてる」＝怒っている。
- 「はらかく」＝怒る。腹を立てる。
- 「はわく」＝（箒で）掃く。
- 「ば」＝助詞。標準語の「を」。（例「そいば持ってきて」「なんば言いよっと」など）
- 「ばってん」＝○○だけど
- 「ばり」＝とても。すごく。（例「ばり美味しか」）
- 「ひしゃげる(びっしゃげる)」＝潰れる、ペチャンコになる。
- 「ひっかぐる」＝折れる。
- 「ひっちゃかめっちゃか」＝滅茶苦茶。
- 「ひっとでる（または、ひっとずっ）」＝～が、はみ出ている。
- 「（雨の）ふいよる」＝雨が、降っている。
- 「ふうけもん」＝ばか者。酔狂者。
- 「ふざくんな」＝ふさげるな。
- 「ふとか」＝太い意外にも大きいという意味がある。
- 「（屁を）ふる」＝こく。（例：だいか屁ふったろー！？＝誰か屁をこいたでしょう！？）
- 「へんなか」 ＝何だか変だ、の意味。
- 「ほがす」＝（穴を）開ける。
- 「ほげる」＝（穴が）開く。
- 「ほたる」＝放る、投げる。
- 「ほんなこつ、ほんなごて」＝本当。本当に。（感情語としての）まったく。（例「○○君はほんなごて太かばい」）

### ま
- 「まばいか」＝まぶしい。
- 「みたんなか」＝格好が悪い、見苦しい。
- 「みみご」＝耳垢。
- 「もん」 ＝者。

### や
- 「やおうなか」＝簡単じゃない、むずかしい。
- 「やぐらしか」＝うるさい、わずらわしい、鬱陶しい、面倒臭い。
- 「やぜか」＝「やぐらしか」の略語。
- 「やれ」＝「やる」の命令形。
- 「～やろ」＝～だろ。
- 「よう」＝よく。
- 「よか」＝良い。（例「よかごたん＝いいみたい」など）
- 「よそわしか」＝汚い、汚らわしい。
- 「～よる」＝～ている。（例「食べよる＝食べている」「しよる＝している」など）
- 「～よらす」＝～らっしゃる。（例「食べよらす＝食べてらっしゃる」）
- 「よろいする」 ＝がっかりする。（精神的に）疲れる。
- 「よっそわし」＝汚い（例「部屋が汚い」など）

### ら
- 「～らす」＝（丁寧語）～されている（例「仕事ば、しよらす」＝「仕事をされている」）
- 「～ろーもん」＝（相手に言い聞かせる意味で）～でしょうが。（例「もう食べたろーもん＝もう食べたでしょうが」）

### わ
- 「わい」＝お前。
- 「わが」＝お前。
- 「～んがた」＝～の家。（例「○○んがた＝○○の家」）
- 「～んと」＝（所有格を表す）～の。（例「お前んと？＝お前の？」）
- 「～んにき」＝（地名を差して）～方面。（例「早岐んにき＝早岐方面」）

## 佐世保弁を使う人物
- 髙田明 - ジャパネットたかた元社長。平戸市出身。通信販売の番組で方言を使って売り込む。